# Classe Italia
Le navi da battaglia della classe Italia, Italia e Lepanto furono delle unità della Regia Marina progettate dall'ingegnere navale Benedetto Brin, incaricato dall'ammiraglio Simone Pacoret de Saint-Bon, ministro della Marina, di progettare tre potenti corazzate per la rinascente Regia Marina italiana del Regno d'Italia. Le prime due Duilio e Dandolo erano in costruzione quando, nel 1876, dopo aver rimaneggiato i progetti esistenti sulla base di nuove intuizioni, si decise di soprassedere all'eventuale costruzione di una terza unità della stessa classe per impostare due bastimenti completamente differenti, l'Italia e la sua gemella Lepanto.

## Progetto
I pochi anni intercorsi tra prima stesura del progetto Duilio e i disegni dell'Italia avevano indotto Benedetto Brin a mutare radicalmente le sue idee circa la difesa passiva delle corazzate, essendo ormai chiaro che il cannone godeva di una superiorità schiacciante sulla corazza, dato che la stessa Duilio non aveva difese da cannoni del suo stesso tipo.
Per assicurare la dovuta protezione ad una corazzata con i sistemi tradizionali si sarebbero dovute imbarcare corazze, fuse con gli acciai disponibili all'epoca, dagli spessori proibitivi, per cui, ancora una volta, il progettista italiano scelse una via mai praticata prima, abolendo ogni protezione corazzata verticale sullo scafo conservato solo il ponte corazzato e le corazzature per barbette e munizioni ed ideando una fittissima compartimentazione interna che in caso di colpi incassati avrebbe dovuto, secondo i disegni, limitare l'imbarco di acqua e quindi evitare comunque il compromettersi della galleggiabilità.

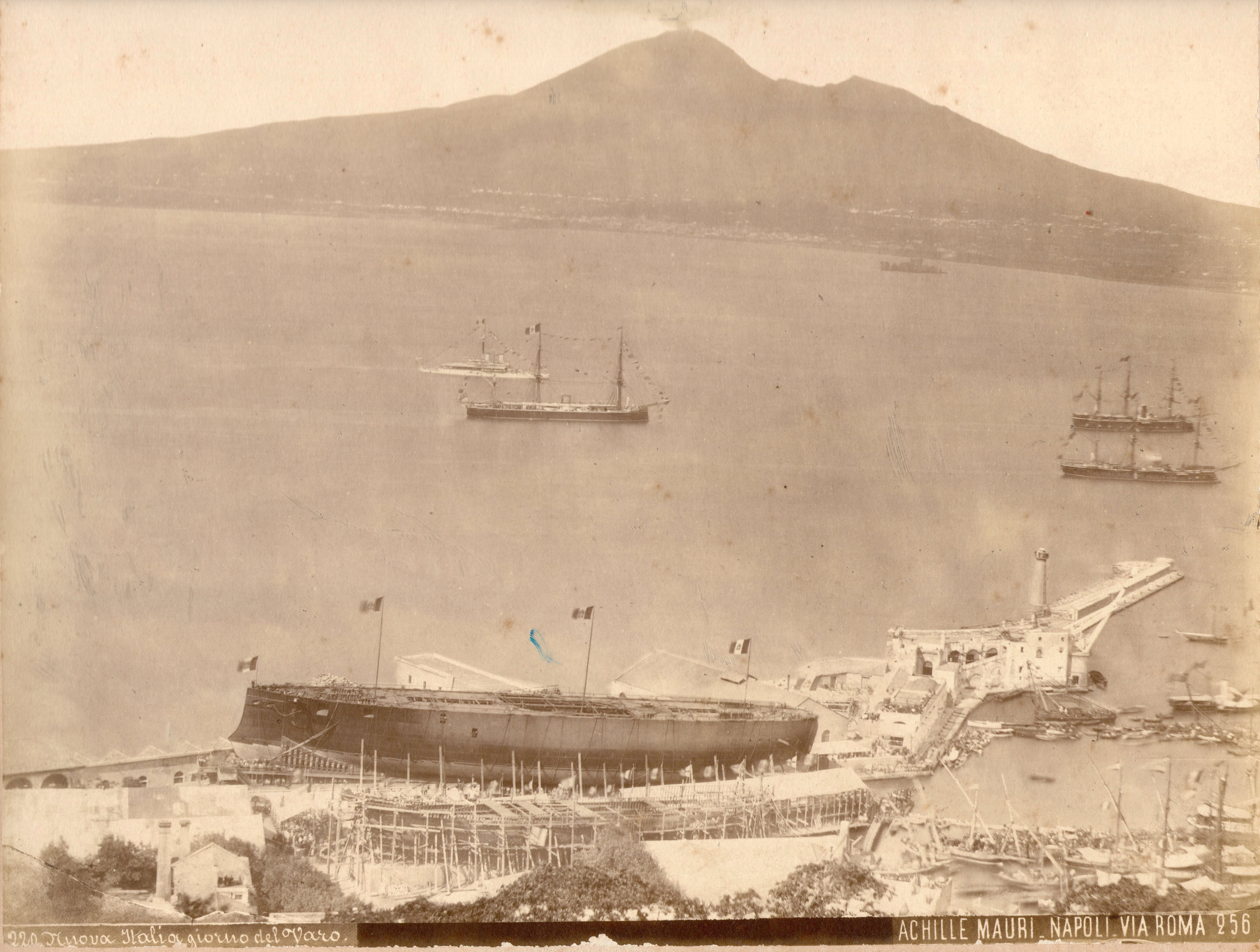
Il varo dell'Italia, alla presenza di due corazzate britanniche

La nuova concezione portò da un lato ad una sensibile diminuzione di pesi con aumento di velocità e autonomia, dall'altro impose un grande scafo con un'alta opera morta e grandi volumi interni, l'esatto opposto del progetto Duilio dove la presenza del tradizionale ridotto corazzato aveva prodotto un bastimento raccolto, con opera morta molto bassa. Data la mancanza di una cintura corazzata, il progetto era di fatto una sorta di enorme incrociatore protetto, e infatti gli incrociatori protetti risparmiavano peso proprio grazie al ponte inclinato 'a dorso di testuggine', che era caratteristico di queste corazzate, rimaste le uniche a non avere anche delle cinture corazzate di difesa. Le prime navi, come la Gloire francese, piuttosto non avevano i ponti corazzati, perché il tiro delle artiglierie era teso e a corto raggio. Dato il peso di queste strutture, però, e nonostante Brin avesse fatto realizzare una corazza di ben 55 cm di spessore (in un'epoca in cui era normale avere 250-300 mm), si cambiò totalmente criterio tentando l'alleggerimento della struttura, omettendo la cintura, puntando sul ponte inclinato e sulla struttura cellulare. Il ponte era interamente subacqueo, arrivando solo a 1,8 metri sotto la superficie (copriva le macchine e i depositi munizioni), ed era per questo abbinato alla compartimentazione cellulare, nonché ad una struttura fatta (almeno sulla seconda unità) in acciaio. Mentre le Duilio erano sì potentemente armate, ma con capacità marittime modeste (bordo libero di appena 3 metri e senza castello di prua, a differenza dell'HMS Inflexible inglese), le Italia avevano un ponte in più che portava la coperta ad oltre 7 metri, oltre ad essere più grandi. L'apparato motore era costituito da ben quattro macchine, collegate a due alberi dell'elica, e se ne poteva usare anche soltanto una per asse, onde economizzare l'andatura. Il fatto che esse costituissero un bersaglio facile per le altre navi da battaglia, molto più piccole e basse, e che non avessero alcuna protezione, nemmeno per il ponte di coperta, rendeva il progetto molto discusso e discutibile. La protezione di 400 mm verticale era riferita infatti non alla cintura, che non era presente, ma al solo basamento dei sei fumaioli, per un breve tratto al di sopra del ponte corazzato. Il ridotto centrale era molto ben protetto, ma i cannoni erano adesso in barbetta e non più in torre: questo significava che la struttura era più leggera, mentre i cannoni erano adesso a retrocarica (sempre di costruzione britannica). Ma le artiglierie erano anche sprotette dal fuoco nemico, per cui erano vulnerabili a proiettili e schegge.
All'epoca non era infrequente che le navi da battaglia avessero le armi in barbetta, vedi le Royal Sovereign britanniche. Poi si sarebbe tornati alla protezione integrale, prima con una sorta di scudatura (a 'torri-barbetta'), poi sempre di più con vere e proprie torri, stavolta per artiglierie a retrocarica, più lunghe e che non dovevano essere ritratte dentro la corazza per la ricarica. Che il disegno delle Italia non convincesse, a parte il fatto di non essere stato più ripetuto, sarebbe stato dimostrato dalla successiva classe di navi da battaglia, le Ruggiero di Lauria, nient'altro che le Duilio in versione più moderna (con cannoni da 431 e castello di prua), anche se meno protetta (torri di appena 25 mm e cintura di 450).  Il concetto delle navi da battaglia ben armate e molto veloci, ma poco protette, sarà poi ripreso ancora, stavolta con navi come la Sardegna, che però aveva cannoni da 343 mm, torri-barbetta a prua e a poppa, e una minima cintura di 100 mm. Da questa sarebbe derivata la classe Brin o Regina Margherita, leggermente meglio protetta ma ancora ben sotto gli standard dell'epoca, in cambio di una velocità un po' più alta. La ricerca di un compromesso tra velocità e protezione produrrà dei risultati finalmente equilibrati con le ultime classi di navi, come le Duilio e soprattutto le Littorio.
L'Italia, unità capoclasse, venne impostata nel luglio del 1876 presso i cantieri di Castellammare di Stabia, da dove la corazzata Duilio era da poco uscita verso l'allestimento.

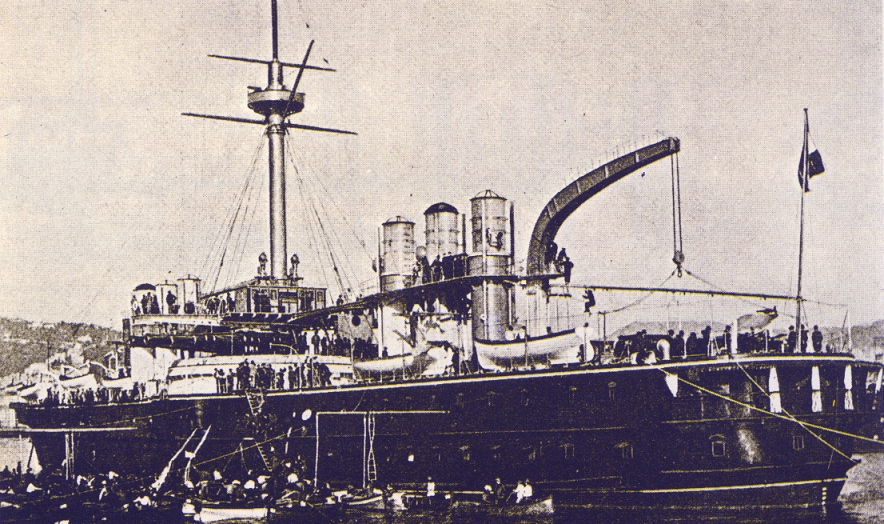
L'Italia visitata dalla cittadinanza

L'apparato motore era formato da 26 caldaie per quattro macchine alternative Penn a duplice espansione con una potenza di 12.000 cavalli, i vaporizzatori erano posti in compartimenti stagni in modo che la nave potesse filare una sufficiente velocità anche se alcune macchine fossero state in avaria. Sulla Lepanto la sistermazione delle caldaie fu diversa per cui mentre l'Italia aveva sei fumaioli, la sua gemella ne contava solo quattro. Il carbone imbarcato ammontava a 3.000 tonnellate. queste due unità furono per diversi anni le più grandi e veloci navi da guerra del mondo.
L'armamento era posizionato, come in tutte le grandi navi dell'epoca, a centro nave ed era costituito da due coppie di cannoni, a retrocarica, con sistemazione a barbetta, in torri scoperte, cosa comune all'epoca. Il risultato fu una nave molto veloce, in grado di navigare per lunghissime distanze, potentemente armata e poco corazzata. Passeranno molti anni prima di vedere in mare qualcosa di simile, e quel qualcosa saranno gli incrociatori da battaglia.

## Caratteristiche
L'armamento principale era costituito da quattro grandi cannoni da 431mm forniti dalla britannica Armstrong ed erano a retrocarica. Il caricamento, come in tutte le moderne navi da battaglia dell'epoca era automatizzato. Il proietto, del peso di 896 kg, poteva perforare una corazza d'acciaio di ben 870mm, uno spessore impensabile per qualunque nave al mondo. Diversi pezzi minori, dai 152 mm in giù erano sistemati in varie parti della nave.
Lo scafo era in acciaio dolce e la prua comprendeva uno sperone di soli due metri.
Quale altro segno di come la tecnica si evolvesse rapidamente nel mondo delle costruzioni navali e le novità si inseguissero senza sosta, l'Italia imbarcava un servomotore per la manovra della barra, potendo quindi rinunciare all'ingombrante presenza di timoni in serie che dovevano essere faticosamente manovrati da molti marinai.
Il sistema di compartimentazione si era tradotto in uno scafo molto spazioso per cui la mole della nave era superiore a qualsiasi sua pari classe ed i volumi interni permettevano, cosa rara, una più che confortevole sistemazione dell'equipaggio e davano la possibilità di imbarcare, almeno in teoria, fino ad un'intera divisione di fanteria.
Questo fece di queste unità delle vere e proprie navi strategiche, molto indicata per le spedizioni militari oltremare, in grado di portarsi dietro un loro esercito. In un certo senso può anche essere considerata l'antesignana, tra le corazzate, di certe "navi da sbarco" che oggi si trovano in tutte le maggiori marine. Va comunque fatto notare che mai l'Italia si trovò a rivestire un tale ruolo operativo e le sue peculiarità circa la capacità di trasporto, così come la reale efficacia della protezione cellulare non furono mai sottoposte alla prova dei fatti. I lunghi lavori di allestimento la fecero entrare in servizio quando, non solo non era più ai vertici della tecnica navale, ma era forse già superata dal tumultuoso sviluppo tecnologico di quegli anni.
In ultima analisi l'Italia fu uno splendido esercizio tecnico e ingegneristico, altamente innovativo e, per certi versi, lungimirante, frutto del vero e proprio genio del suo progettista, ma non costituì un modello né per la Regia Marina, né per altre flotte, restando un unicum nella storia navale.

## Servizio
Gran parte della vita operativa di Italia e Lepanto si svolse in tempo di pace con tutta la relativa attività di addestramento e compiti di "mostrar bandiera", per cui le navi effettuarono numerose crociere di visita ai Paesi rivieraschi, rivestendo in varie occasioni il ruolo di nave ammiraglia di squadra.
La corazzata Lepanto, radiata dal servizio il 26 maggio 1912 venne rimessa in servizio il 13 gennaio 1913 e classificata Nave Ausiliaria di 1ª Classe, ma venne definitivamente radiata un anno dopo. La capoclasse Italia, radiata una prima volta nel 1912, venne poi riarmata durante la prima guerra mondiale nel ruolo di batteria costiera, operando in tale compito fino al 1917, quando, viste le sue buone condizioni sia di scafo che di macchina, fu trasformata in nave mercantile per il Ministero dei trasporti. I lavori di trasformazione terminarono nel 1919 e la nave venne adibita al trasporto dei cereali fino al 1921 quando venne nuovamente e definitivamente radiata.